# ماریا پخالته
ماریا پُخالته (اسپانیایی: María Pujalte‎؛ زادهٔ ۲۲ دسامبر ۱۹۶۶) بازیگر اهل اسپانیا است. او در نمایشنامهٔ چیز واقعی اثر تام استاپارد نقش‌آفرینی نمود. وی در سال ۲۰۱۱ برندهٔ جایزهٔ افتخاری جشنواره کانس شد.
از فیلم‌ها یا برنامه‌های تلویزیونی که وی در آن نقش داشته‌است، می‌توان به بگذار زشت‌ها بمیرند، توی بوی، ۷ زندگی، این به نفع خود شماست و آزادی‌خواه اشاره کرد.